# Xã Lime, Quận Blue Earth, Minnesota
Xã Lime (tiếng Anh: Lime Township) là một xã thuộc quận Blue Earth, tiểu bang Minnesota, Hoa Kỳ. Năm 2010, dân số của xã này là 1.395 người.